# Chrysochlora lineata
Chrysochlora lineata är en tvåvingeart som beskrevs av Meijere 1913. Chrysochlora lineata ingår i släktet Chrysochlora och familjen vapenflugor. Inga underarter finns listade i Catalogue of Life.